# David Arroyo
David Arroyo Durán (født 7. januar 1980) er en spansk tidligere landevejscykelrytter.
Efter at Valverde væltede og måtte udgå af Tour de France 2006, blev Arroyo sat op som kaptajn for holdet. Da Pereiro Sio tog den gule førertrøje senere i løbet efter at have slået Floyd Landis med omkring en halvtime, fik Arroyo jobbet med at hjælpe Pereiro Sio på de tunge bjergetaper.